# 김재형 (축구 선수)
김재형(1996년 6월 17일 ~ ) 은 대한민국의 축구선수이다.